# Dilophus pumilio
Dilophus pumilio (лат.) — ископаемый вид двукрылых насекомых рода Dilophus из семейства Bibionidae. Обнаружен в миоценовых отложениях Германии.

## Описание
Мелкие двукрылые насекомые. Длина тела — от 4,5 мм (самка). Грудь — 1,4 мм. Длина головы 0,8 мм. Длина крыла — 3,8 мм, ширина — 1,5 мм. Жгутик усика с 6 видимыми члениками. Вид был впервые описан в 2014 году по миоценовым материалам из отложений Германии (Oeningen, Molasse Formation, около 12 млн лет) в составе семейства Bibionidae.